# Guerinia gagatea
Guerinia gagatea är en tvåvingeart som beskrevs av Robineau-desvoidy 1830. Guerinia gagatea ingår i släktet Guerinia och familjen parasitflugor.
Artens utbredningsområde är Frankrike. Inga underarter finns listade i Catalogue of Life.